# Jasminum officinale
Espèce

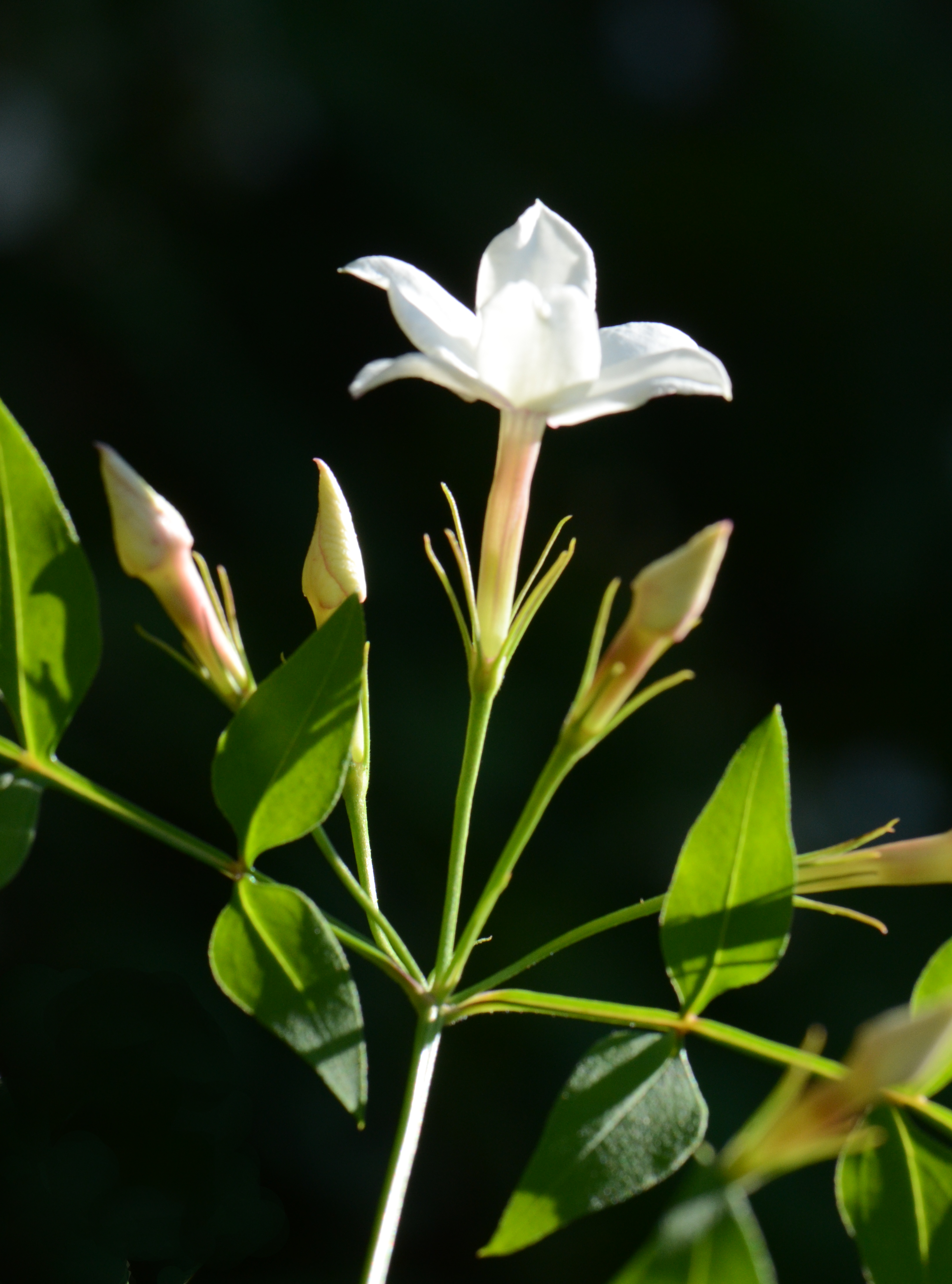
Jasminum officinale,
lobes du calice subulés de 10 mm,
cyme ombelliforme, avec pédicelles de même taille.

Jasminum officinale, le jasmin blanc ou jasmin officinal, est une espèce de plantes à fleurs de la famille des Oleaceae. C'est un arbuste grimpant, au feuillage caduc à semi-persistant originaire d'Asie. Il donne une abondante floraison parfumée durant tout l'été. C'est l'espèce type du genre Jasminum, décrite par Linné en 1753 d'après des spécimens venant d'Inde.
Il ressemble au premier abord au Jasminum polyanthum avec lequel il est souvent confondu. C'est une plante ornementale cultivée dans les régions tempérées. Ses fleurs très odorantes servent à parfumer le thé et entrent dans les remèdes traditionnels en Asie.

## Description
Jasminum officinale est un arbuste grimpant, aux longues tiges sarmenteuses, s'enroulant sur des supports et pouvant atteindre 5 mètres. En vieillissant les tiges deviennent ligneuses et brun clair. Les rameaux récents portant les feuilles sont verts, glabres (ou avec une pubescence éparse), anguleux ou cannelés.
Les feuilles imparipennées sont opposées. Chaque feuille comporte de 3 à 9 folioles, ovales, glabres, de 40 × 17 mm, avec une base asymétrique. La foliole terminale, plus grande est acuminée. Le feuillage est caduc à semi-persistant suivant le climat.
Les fleurs très parfumées sont portées par des cymes ombelliformes, en position terminale ou axillaire. Les bractées vertes sont linaires, très fines et de 2 à 10 mm de long. Chaque fleur blanche, portée par un long pédicelle (1,6-20 mm), comporte un calice en cupule (1-3 mm) portant 5 lobes subulés-linaires de 5-10 mm. La corolle blanche (parfois pourprée au revers) est formée d'un long tube (2 cm × 2 mm) s'ouvrant en 5 lobes étalés, ovales.
En France, la floraison a lieu de fin juin à septembre.
Le fruit est une baie, globuleuse, devenant noire à maturité,
Pour distinguer le Jasminum officinale du J. polyanthum, on peut s'appuyer sur des caractères distinctifs portant sur la forme du calice et le type d'inflorescence : 

| Fleur  | Lobes du calice triangulaires (rar. linaires), < 2 mm..               | J. polyanthum |
| Fleur  | Lobes du calice subulés-linèaires, de 5-10 mm ........                | J. officinale |
| Inflo. | Racème ou panicule.................................................   | J. polyanthum |
| Inflo. | Cyme ombelliforme.................................................... | J. officinale |

Jasminum officinale se distingue de Jasminum grandiflorum par des caractères distinctifs portant sur la cyme et la taille de la corolle :
| Cyme    | le pédicelle central plus court........... | J. grandiflorum |
| Cyme    | tous les pédicelles de même taille....     | J. officinale   |
| Corolle | grande taille 13-22 × 8-14 mm..........    | J grandiflorum  |
| Corolle | plus petite taille 6-12 × 3-8 mm.........  | J. officinale   |

Trois variétés sont décrites :
- Jasminum officinale var. officinale
- Jasminum officinale var. piliferum P. Y. Bai
- Jasminum officinale var. tibeticum C. Y. Wu ex P. Y. Bai

## Répartition et habitat
Le jasmin officinal est originaire des régions himalayennes. Il croît en Chine (Guizhou, Sichuan, Xizang, Yunnan), en Inde, au Népal, au Tadjikistan, au Pakistan, à l'est de l'Afghanistan, au nord de l'Iran, en Turquie, en Géorgie et en région méditerranéenne,.
Il pousse dans les bois, les haies et le long des rivières.

## Culture
Le jasmin blanc a été introduit de Chine en Europe au XVIe siècle. C'est un arbuste grimpant  qui se plante dans les sols plutôt riches et frais mais bien drainés. Il supporte les sols calcaires. Il demande à être palissé le long d'un mur ou sur une pergola. Très vigoureux, il peut atteindre plusieurs mètres de haut et demande à être taillé régulièrement.
Il demande une exposition ensoleillée ou mi-ombragée. Il est résistant au froid (jusqu'à −15 °C). En région chaude, la floraison est plus faible au cœur de l'été, contrairement à J. grandiflorum.

## Utilisation
- Ornementale

Il est largement cultivé comme plante ornementale dans les régions tempérées. À partir de juin, son parfum enivrant peut embaumer une terrasse.
C'est la fleur nationale du Pakistan, représentée dans l'emblème du Pakistan.
- En parfumerie

Jasminum officinale est cultivé dans la région de Grasse pour quelques maisons de parfumerie. Il est un peu moins parfumé que Jasminum grandiflorum (aussi cultivé à Grasse) mais beaucoup plus rustique. Les fleurs de jasmin ne supportant pas la chaleur, la technique de l'enfleurage à froid fut développée à Grasse jusque vers 1930. Pour extraire les molécules aromatiques, on piquait les fleurs sur des graisses raffinées. En parfumerie, le jasmin apporte une note de cœur fruité, fleurie et animale aux compositions. Le Joy de Jean Patou (créé en 1930) marie de forte dose d'absolue de jasmin avec l'essence de rose. Il fallait, disait-on, 10 600 fleurs de jasmin de Grasse pour obtenir 3 cl de parfum. Le jasmin se rencontre fréquemment dans la composition de parfums féminins floraux (Absolutely Irrésistible de Givenchy) et parfois dans certains parfums pour hommes (Habit Rouge Sport de Guerlain).
- Symbolique

Il a été souvent célébré par les poètes persans. Dans la poésie épique de Nezāmi, un poète perse du XIIe siècle, on trouve 58 occurrences du jasmin officinale, « le jasmin des poètes », renvoyant métaphoriquement à la couleur blanche, au visage, aux femmes etc. Le jasmin officinal est la fleur nationale du Pakistan.
- Médicinale en Chine, Inde, Iran

Les fleurs de jasmin officinal (sufanghua 素方花) sont utilisées en médecine traditionnelle chinoise, pour refroidir le sang, restaurer l'équilibre des énergies. Il est utilisé dans le traitement de la gale et du zona[réf. nécessaire].
En médecine ayurvédique, le jasmin est utilisé pour ses vertus relaxante et sédative. Il apaise les tensions, calme les nerfs.
En Iran, l'huile essentielle de jasmin officinale est utilisée en aromathérapie comme antiseptique et anti-inflammatoire. L'arôme de jasmin est réputé calmant, apaisant et recommandé pour lutter contre le stress et la dépression. De plus, le jasmin a aussi la réputation d'être aphrodisiaque, de stimuler et susciter le désir sexuel.
- Consommation

Le jasmin officinal n'est pas consommé sous forme de thé. Ce qu'on appelle couramment thé au jasmin (mòlìhuā chá 茉莉花茶) est fait avec des fleurs de jasmin sambac. Ce dernier est abondamment cultivé à cet effet dans les provinces du Guangxi, Guangdong et du Fujian. En effet, le terme molihua désigne en général, un arbuste au feuillage persistant dont les fleurs sont blanches et les feuilles simples, et donc un jasmin du type Jasminum sambac mais c'est aussi un terme générique pour « jasmin ». Le jasmin officinal n'est pas cultivé  en Chine à des fins agricoles.

## Composition chimique
Dans les boutons de Jasminum officinale var. grandiflorum ont été trouvés six glucosides d'iridoïde (jasgranoside B (1), 6-O-méthy-catalpol (2), acide deacétyle aspérulosidique (3), aucubine (4), 8-dèshydroxy shanzhiside (5) et loganine (6)).